# Prieuré de Binson
Le prieuré de Binson est un ancien prieuré bénédictin, situé dans la commune de Châtillon-sur-Marne, dans la Marne. Il a longtemps abrité un établissement scolaire.

## Historique
Ce prieuré fut fondé au milieu du XIe siècle et Miles de Châtillon le rattachait aux chanoines de Soissons. Sur intervention de Thibault de Champagne, Thibault de Pierrefonds le confia aux moines de Coincy de l'ordre de Benoit. Le monastère est cité en 1077 pour une rente de vingt sous. Il était alors consacré à saint Pierre.
Le prieuré avait une léproserie citée lors d'un don de Guillaume aux blanches mains en 1182, puis en 1222 par un don de Gaucher II de Nanteuil et en 1352 lors d'un conflit avec Baudouin, seigneur de Vandières. Elle fut supprimée en 1697 par un édit de Louis XIV sur la suppression des petites léproseries.
Avec le passage à la commende, le prieuré était devenu une ferme, ferme qui fut vendue comme bien national sous la Révolution. Comme elle était à l'abandon, elle revint à la fabrique de l'église de Châtillon qui la vendait à un fermier pour en faire une grange pour 7 500 frs. En 1858, le comte de Vermandet, propriétaire donnait la ferme à Mgr Gousset en 1858.

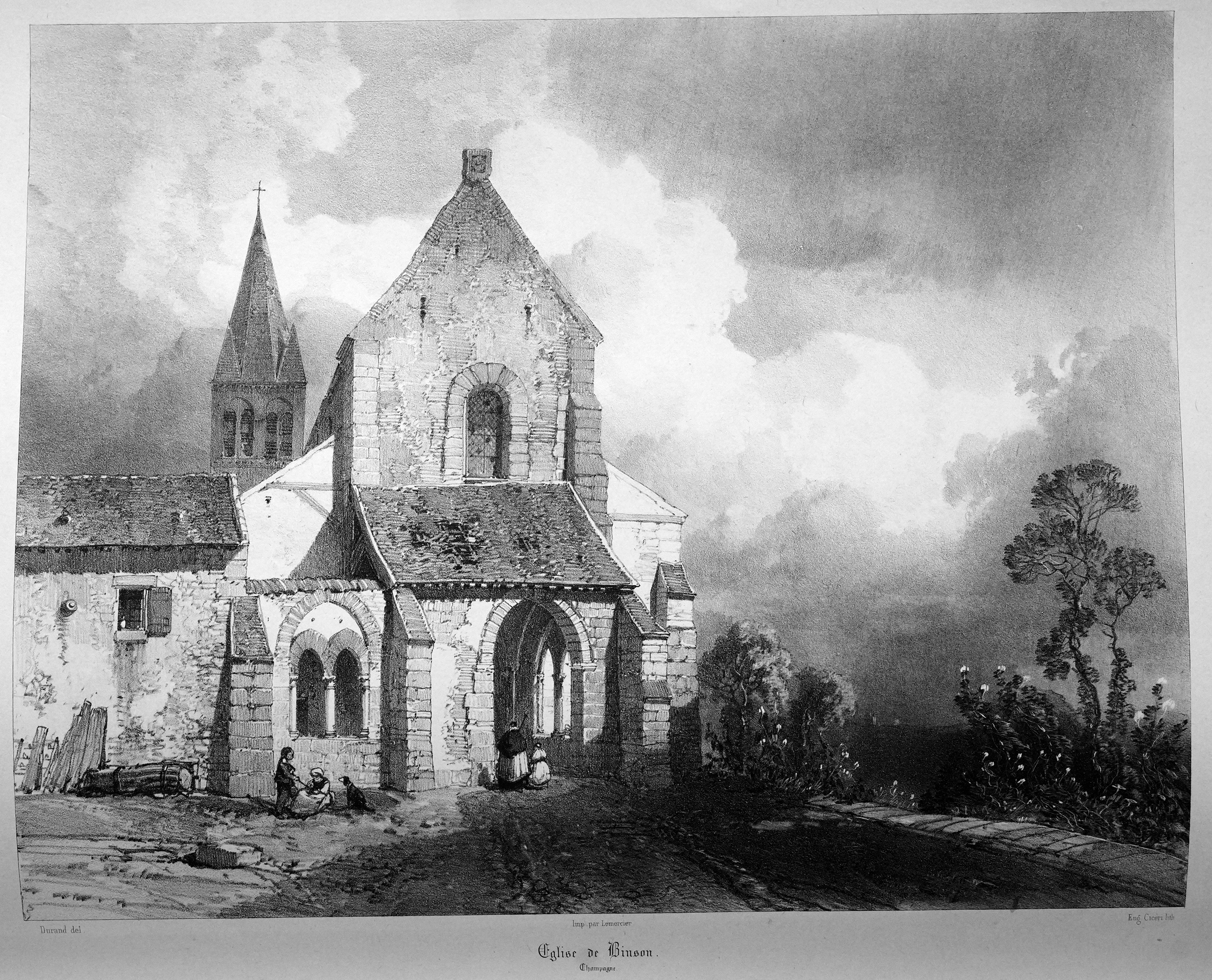
Sur un dessin publié en 1857 dans Voyages pittoresques et romantiques dans l'ancienne France.

À partir de 1877 la restauration de l'église fut entreprise par les architectes Deperthes et Thiérot et réalisé par l'entrepreneur Demerlé. En 1884 des prêtres reprennent possession du prieuré. En octobre 1895, le prieuré fait partie de la congrégation des Pères blancs et est un séminaire où sont enseignées la philosophie, la rhétorique et la théologie aux aspirants qui passeront ensuite à Maison-Carrée.

### Personnages célèbres

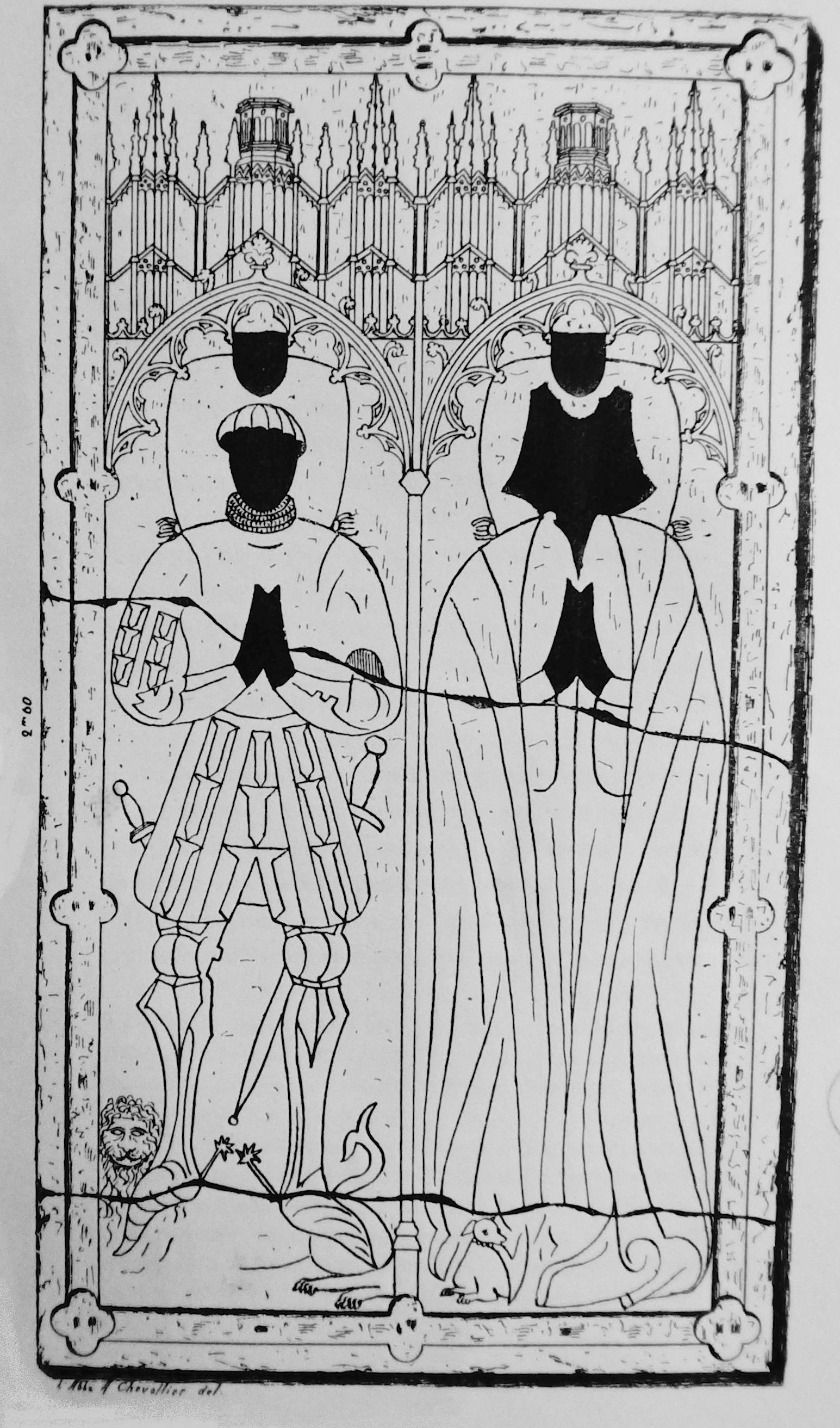
Guillaume et Aliénor.

Urbain II, futur pape y aurait été prieur,.
Sainte Posenne, femme venue d'Irlande avec ses frères et qui se fixa en Champagne reposait en la chapelle qui lui était dédiée.
La dalle funéraire de Guillaume de Châtillon et Aliénor de Montigny, est en pierre bleue de Givet. Guillaume était le fils de Gaucher de Châtillon, seigneur de Troissy et de Marie Cassinel, il devint seigneur de Châtillon et de La Ferté en Ponthieu en 1416. Il était capitaine de Reims et de sa région par la volonté de Charles VI, puis confirmé par le roi d'Angleterre après le traité de Troyes. Il ne fuit de la ville qu'en 1429 devant la venue de Jeanne d'Arc et ne se rallie à Charles VII qu'en 1435 après le traité d'Arras où il représentait le duc de Bourgogne. Il mourut en 1440 et son épouse fit graver la dalle funéraire dans l'église ; elle repose en l'église des Cordeliers de Reims pour laquelle elle avait fait une donation.

### Chapelle

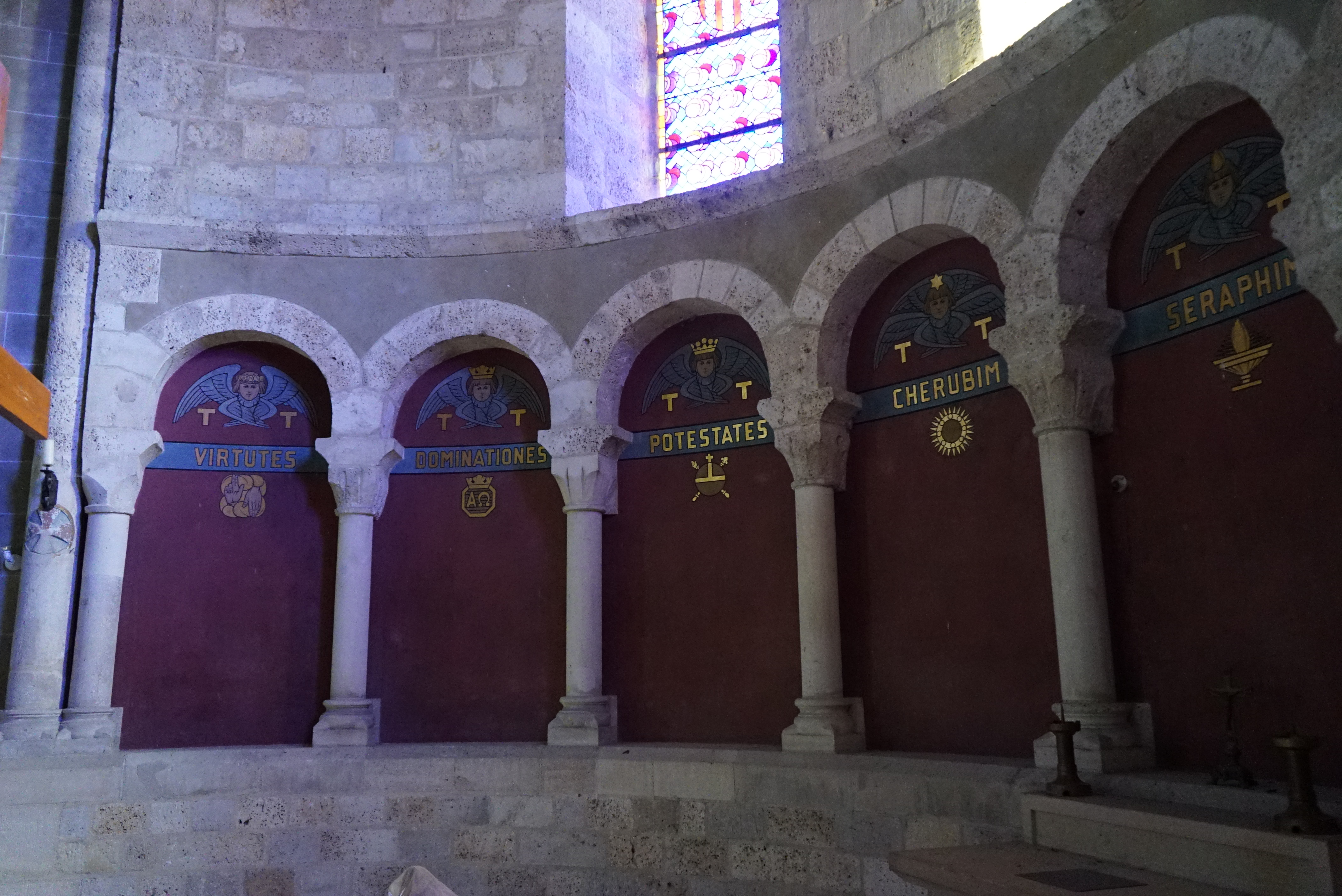
Abside,
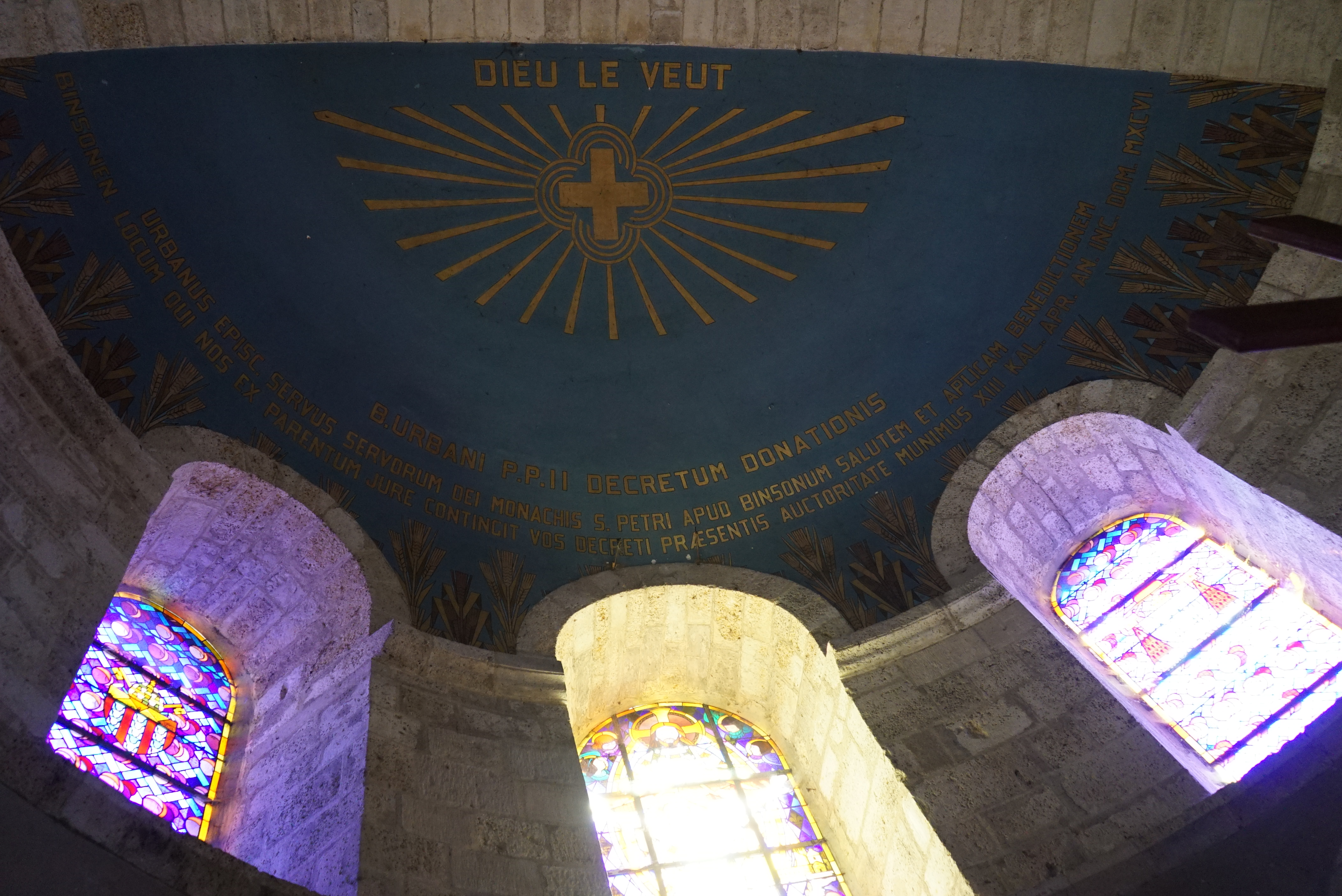
et son plafond,
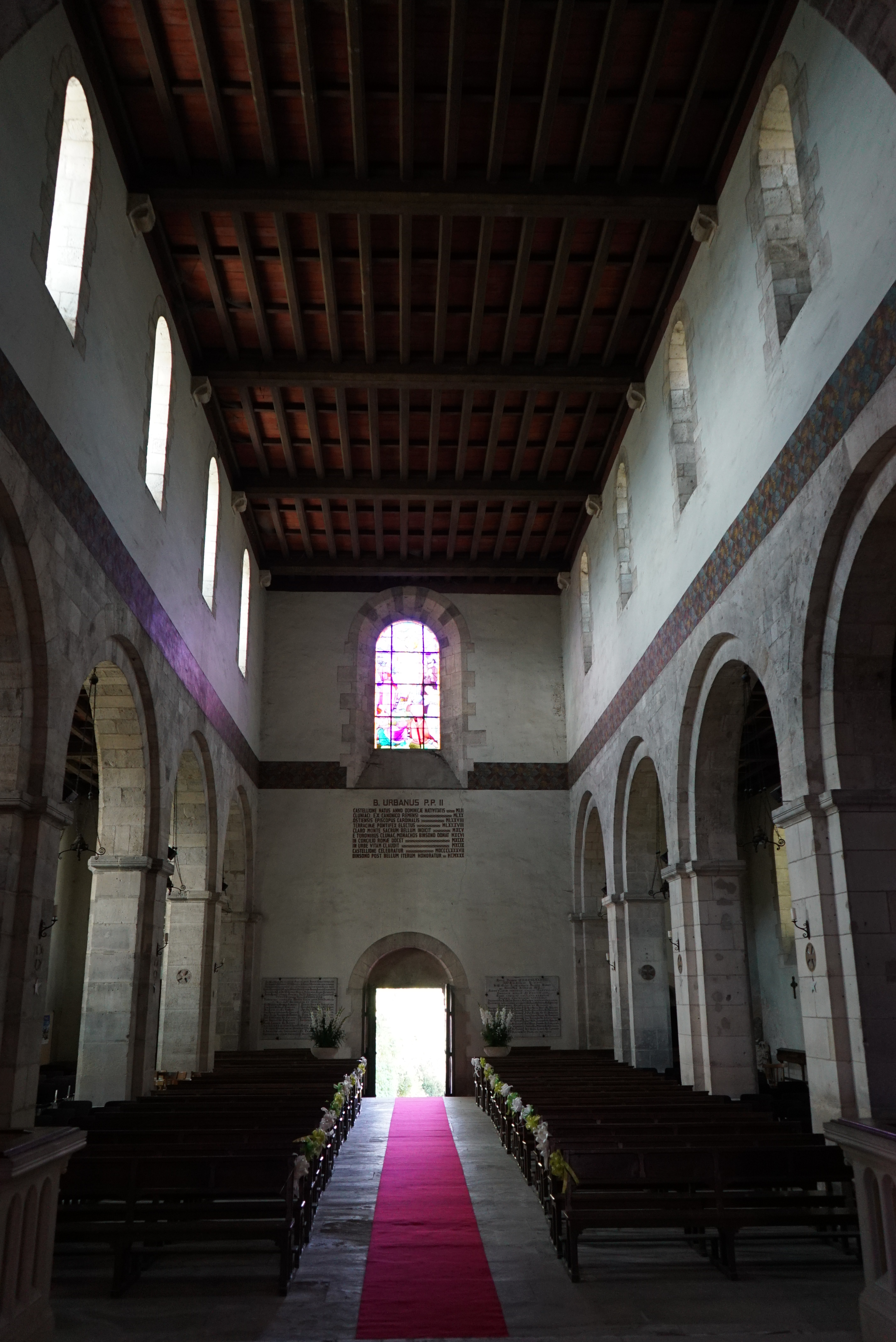
sa nef,
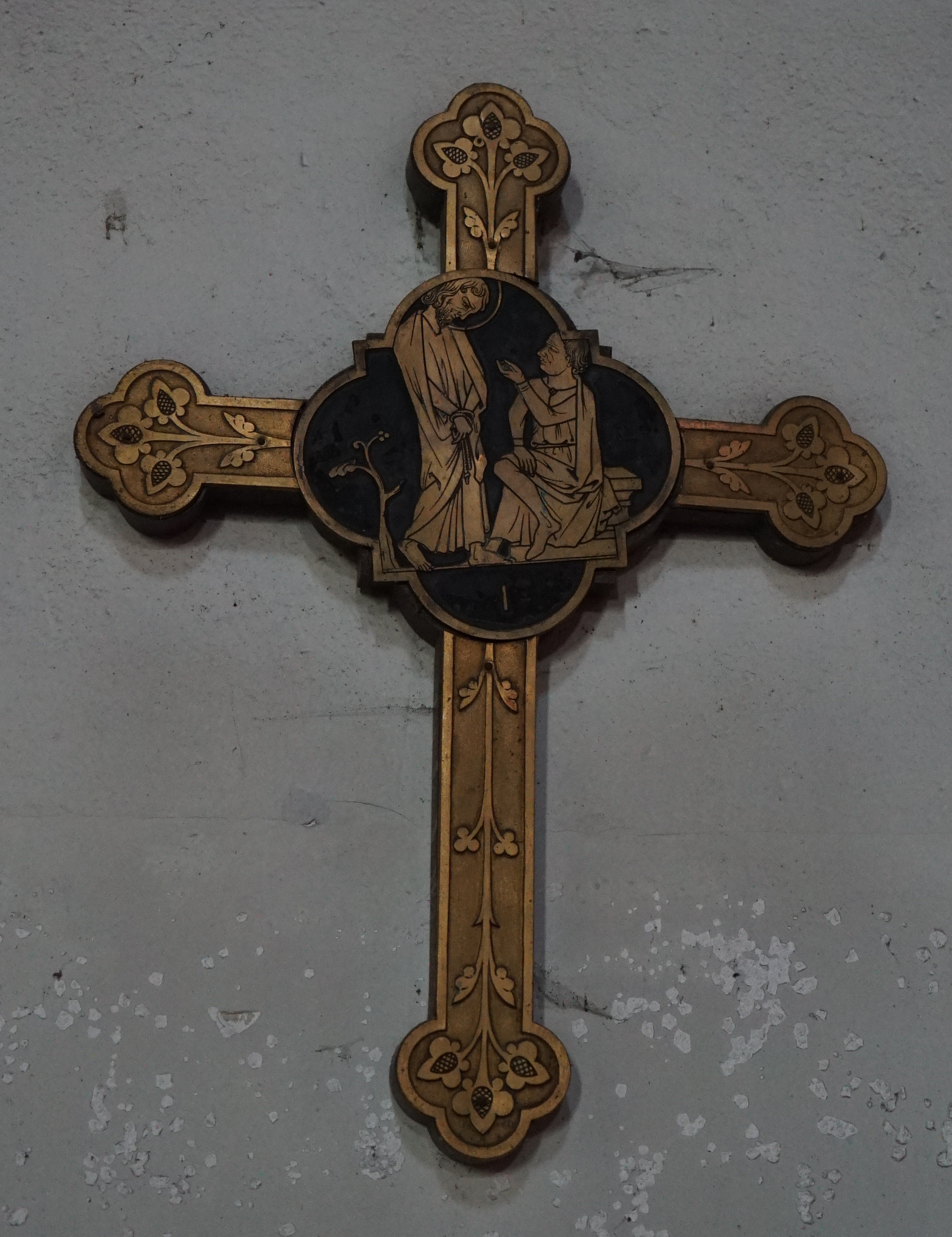
partie du chemin de croix,
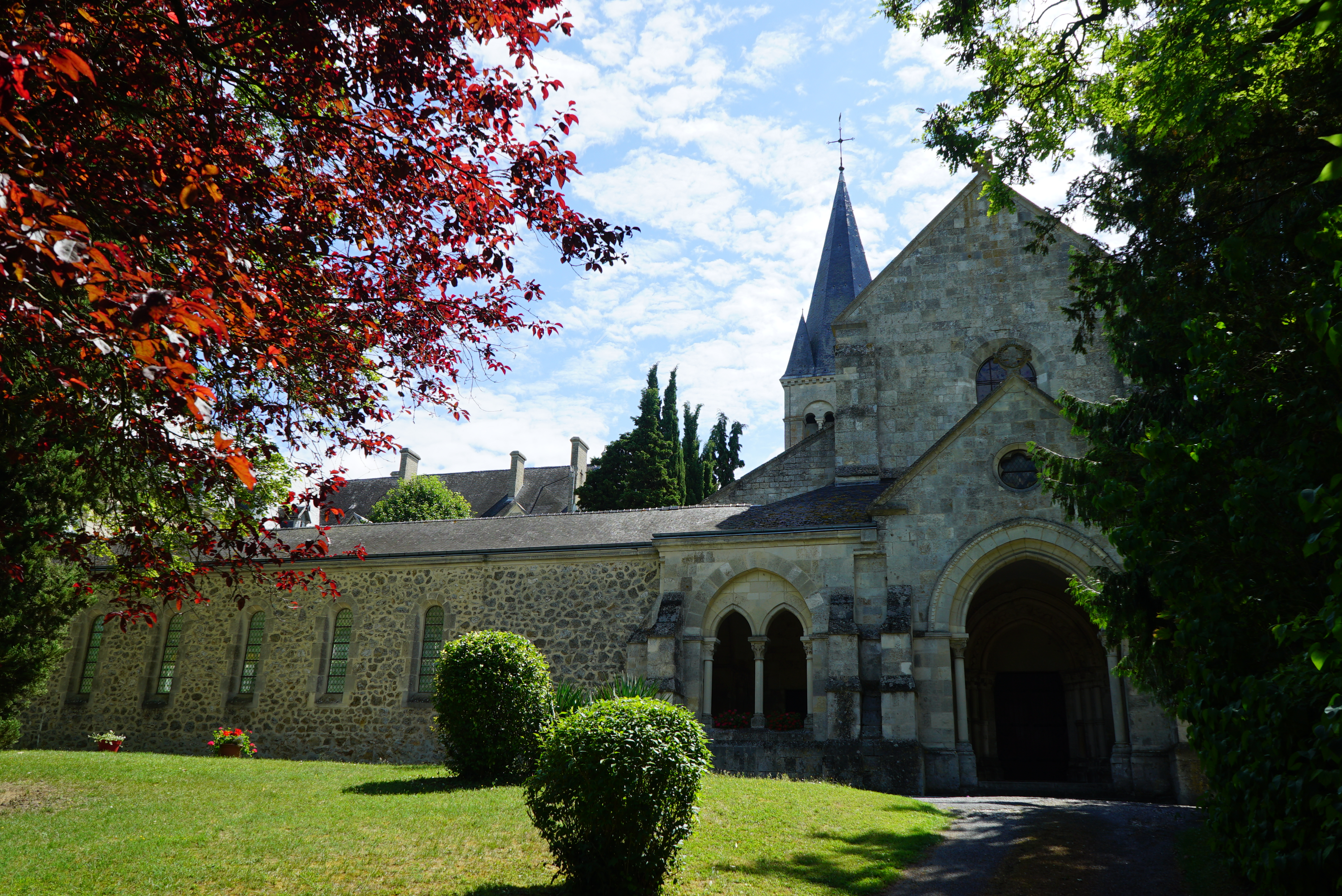
porte occidentale de la chapelle et cloître,
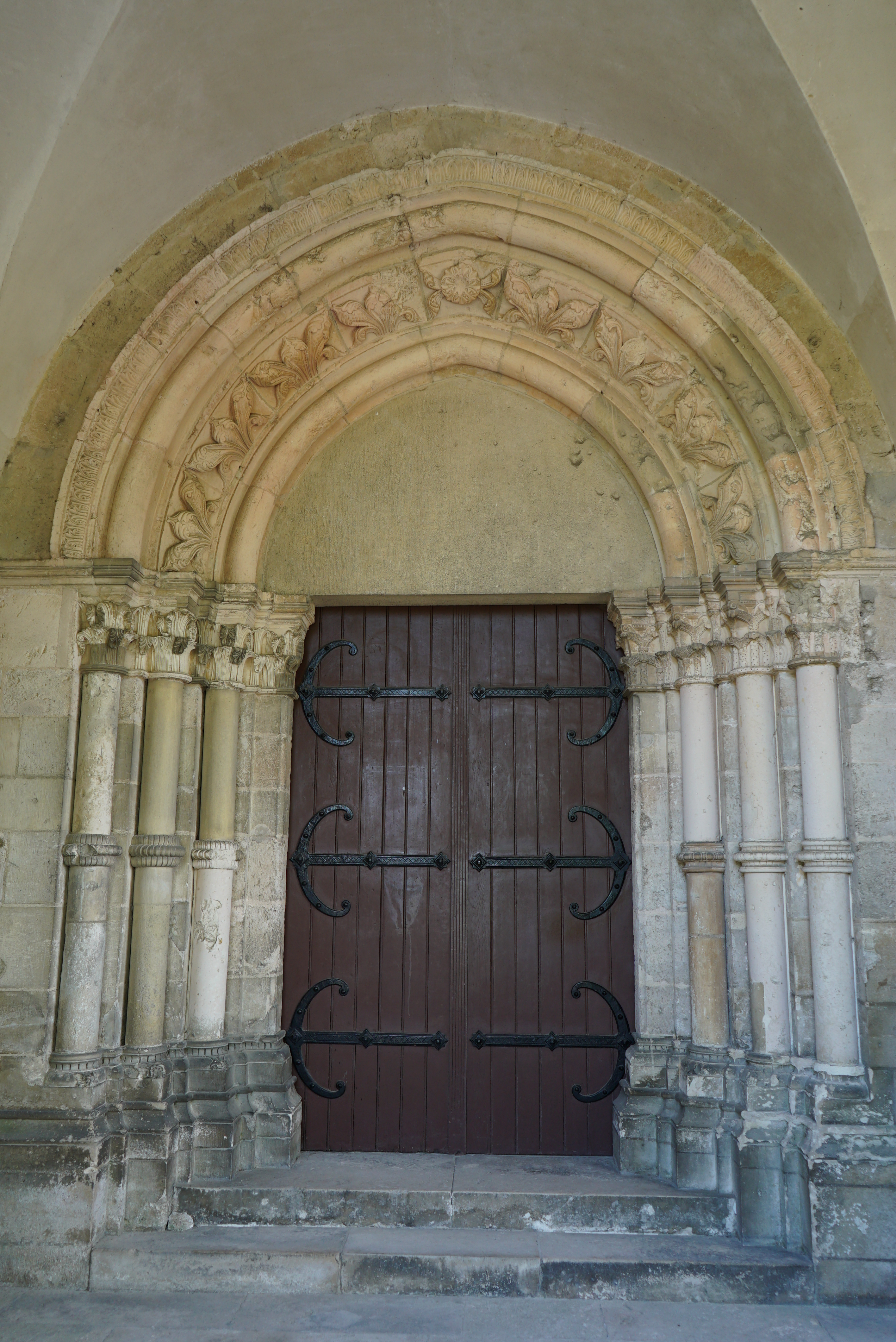
détail du portail.

C'est la chapelle du XIIe siècle, subsistante, qui est protégée au titre de monument historique depuis 1922. Achetée par adjudication en 1839 pour 4 973,4 Francs par le comte de Verdonnet qui en fit don à l'archevêque de Reims en 1858. Le cardinal en fit don, avec un hectare de terrain en 1866 au diocèse et le cardinal Langnieux continuait son œuvre. Très endommagée par la Première Guerre mondiale elle est relevée par Mgr Luçon et la Société de Béthéléem entre 1928 et 1931.

## Enseignement
De 1930 à 2018, une communauté salésienne y assure l'enseignement en internat pour le niveau du collège et y appliquant la pédagogie de dom Bosco.

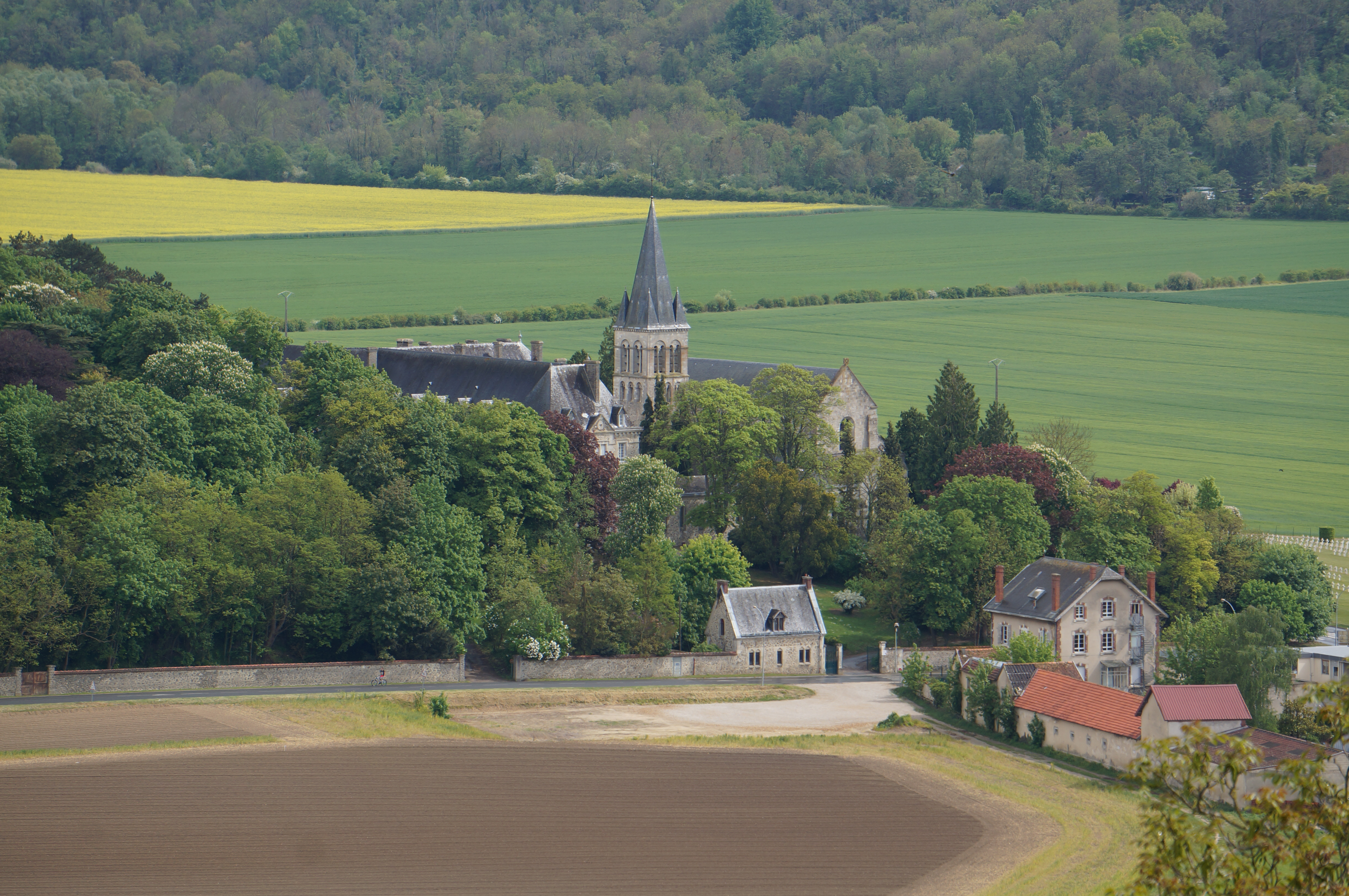
Vue du prieuré,
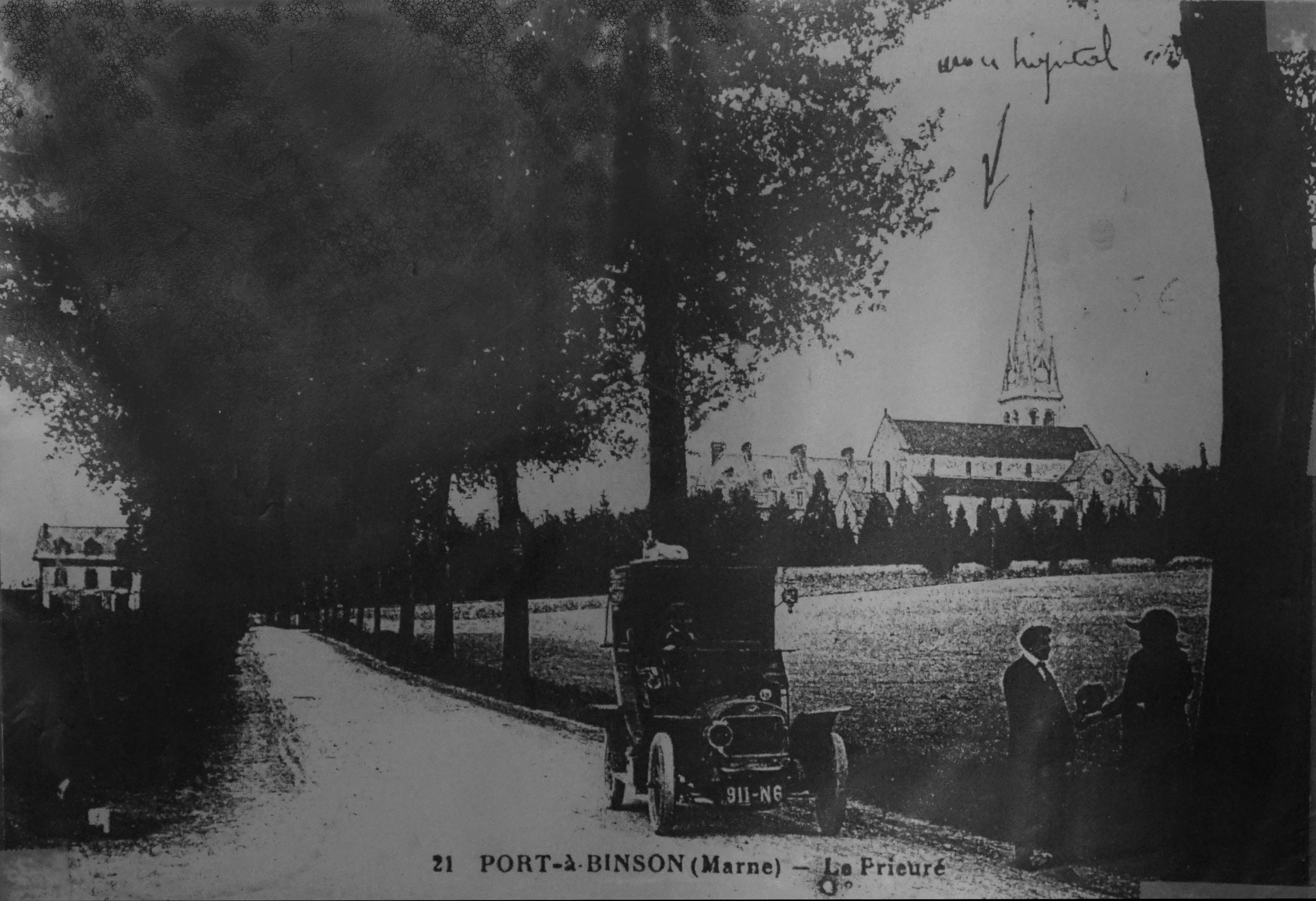
sur une carte postale du début du XXe siècle,
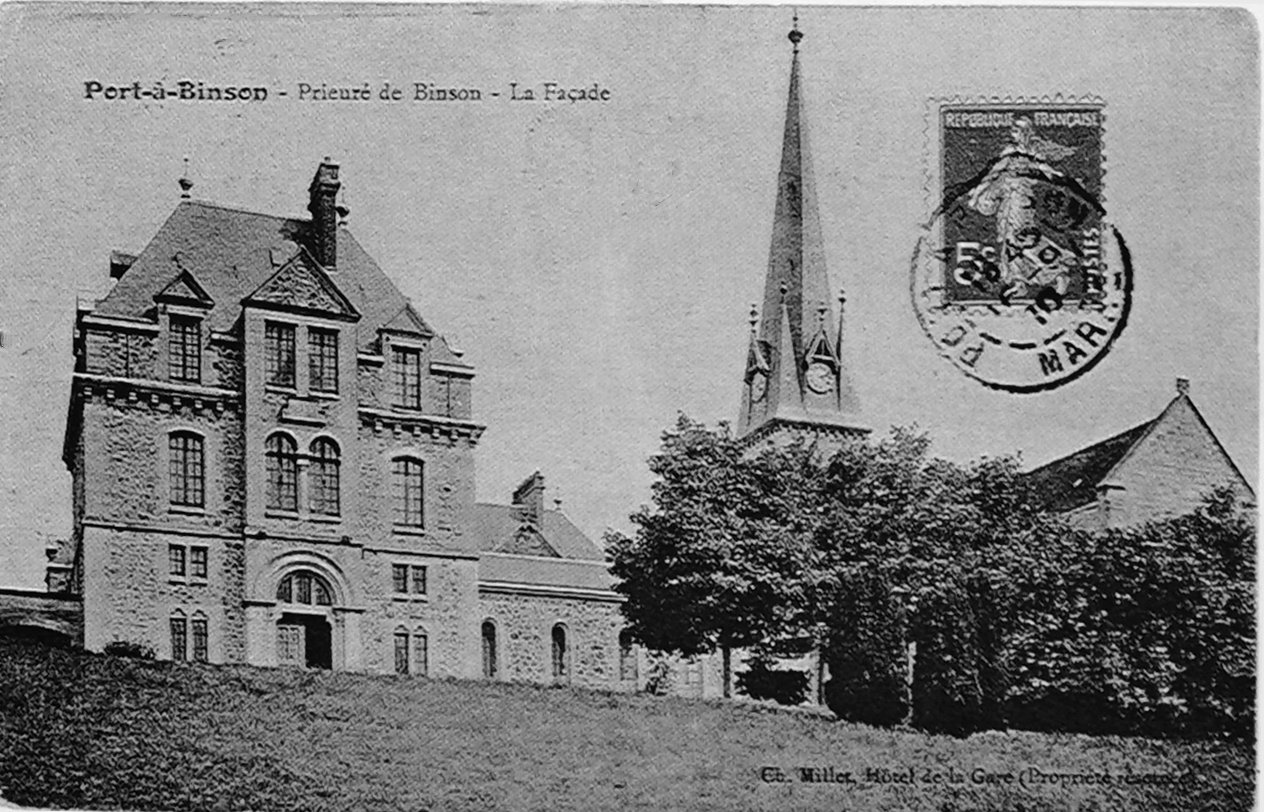
avec son clocher plus haut que maintenant,
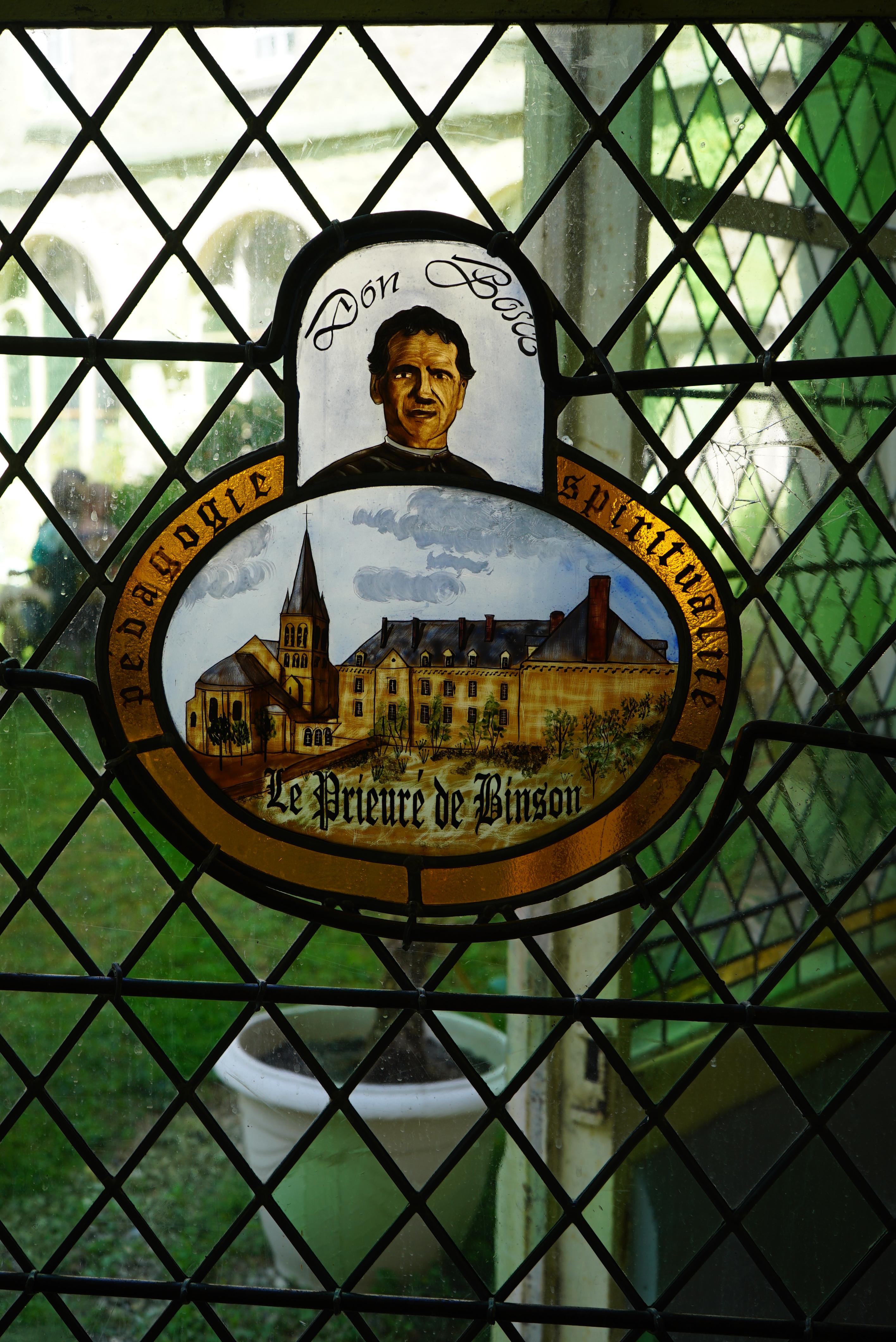
vitrail Salésien,
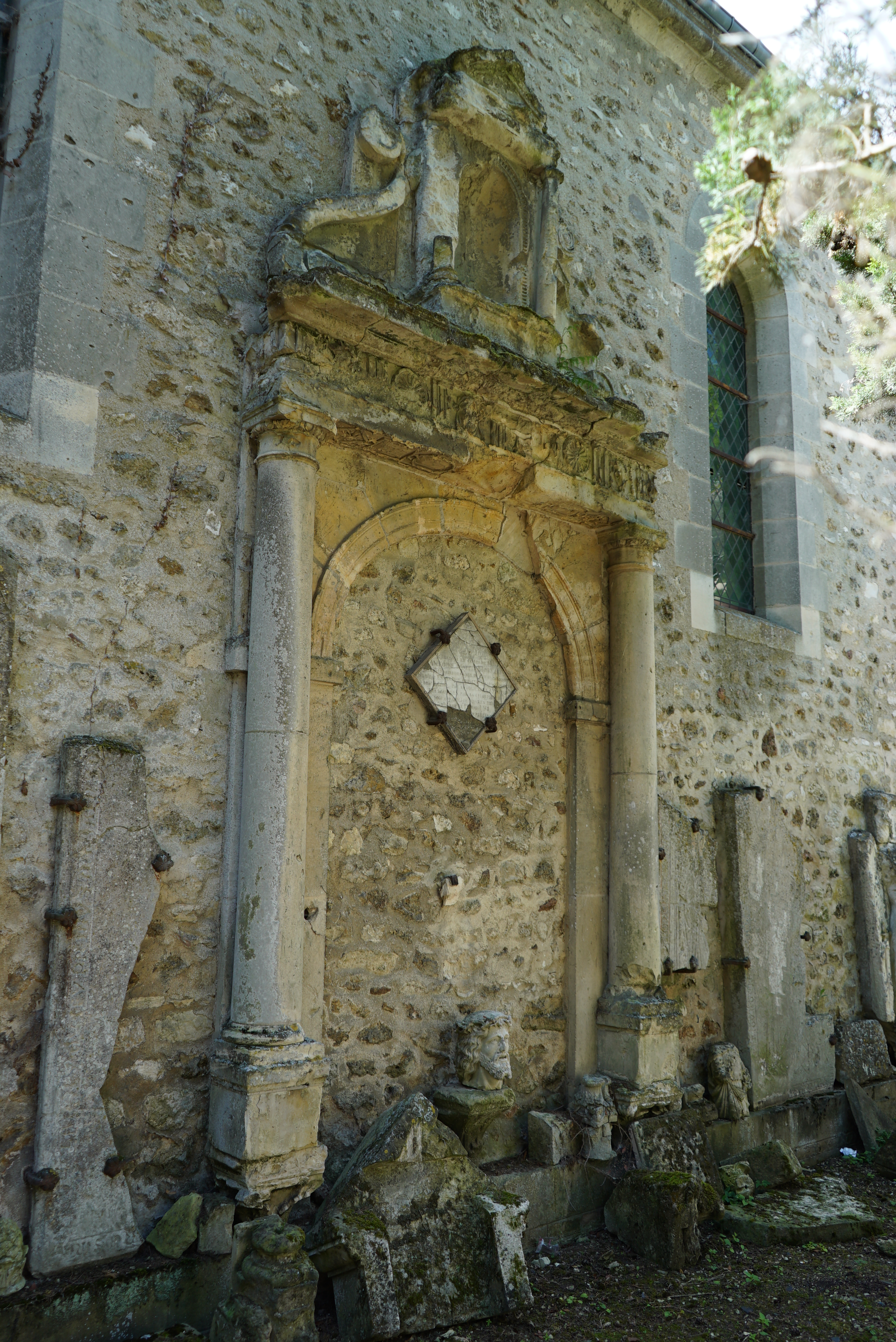
ancien portail dans le cloître.